# 妙高警察署
妙高警察署（みょうこうけいさつしょ）は、新潟県警察が管轄する警察署の一つである。

## 管轄区域
- 妙高市
- 上越市中郷区

## 所在地
- 新潟県妙高市小出雲3丁目11-30

## 沿革
- 1876年：高田警察署新井屯所として発足
- 1880年：高田警察署新井分署となる
- 1954年：警察法の改正により新井警察署となる
- 2005年：町村合併により妙高警察署と改称

## 組織
- 警務課
- 会計課
- 生活安全課
- 地域課
- 刑事課
- 交通課
- 警備課

## 交番

### 妙高市
- 妙高高原交番（妙高市大字毛祝坂58-2）
- 下町交番（妙高市下町8-28）

## 駐在所

### 妙高市
- 赤倉駐在所（妙高市大字赤倉）
- 柳井田駐在所（妙高市柳井田町2丁目11-3）
- 矢代駐在所（妙高市大字志2523-2）
- 新井南駐在所（妙高市大字小原新田581-2）
- 関山駐在所（妙高市大字関山1369-4）
- 大鹿駐在所（妙高市大字大鹿343-3）

### 上越市
- 中郷駐在所（上越市中郷区八斗蒔198-1）